# Nico Rosberg
Tìm thấy father, Tìm thấy children, 
Nico Rosberg (sinh ngày 27 tháng 6 năm 1985) là cựu tay đua Công thức 1 người Đức. Anh là nhà vô địch Công thức 1 năm 2016.
Anh vô địch giải đua xe GP2 Series (chính là giải tiền thân của FIA Formula 2 (Giải đua xe Công thức 2) ngày nay) vào năm 2005 và tham gia giải đua xe Formula 3 Euro Series cho đội đua Team Rosberg do chính cha anh, Keke Rosberg, nhà vô địch Công thức 1 năm 1982, quản lý. Anh gia nhập Công thức 1 vào năm 2006 cho Williams, đội mà cha anh từng giành chức vô địch vào năm 1982.
Vào năm 2010, anh chuyển sang Mercedes sau khi hãng này lấy lại suất thi đấu từ Brawn GP. Kể từ đó, anh liên tục thành công khi giành chiến thắng tại 23 chặng đua và lên bục trao giải 30 lần và cuối cùng là thành công lớn nhất của anh, giành chức vô địch vào năm 2016. Ngoài ra, anh là tay đua thứ tư trong lịch sử giành chiến thắng tại giải đua ô tô Công thức 1 Monaco ba lần liên tiếp và cũng là tay đua thứ tư giành chiến thắng bảy chặng đua liên tiếp. Sau khi giành được chức vô địch Công thức 1 duy nhất trong sự nghiệp Công thức 1 tại giải đua ô tô Công thức 1 Abu Dhabi 2016, anh đã tuyên bố giải nghệ.

## Thời thơ ấu
Rosberg sinh ngày 27 tháng 6 năm 1985 tại Bệnh viện Chữ thập đỏ ở Wiesbaden, Tây Đức. Anh là người con duy nhất của tay đua người Phần Lan và nhà vô địch Công thức 1 năm 1982 Keke Rosberg và thông dịch viên người Đức Gesine "Sina" Rosberg (nhũ danh là Gleitsmann-Dengel). Vì cha anh là người Phần Lan và mẹ anh là người Đức, anh là công dân của cả hai quốc gia này.
Tại những năm đầu tiên trong sự nghiệp đua xe, anh thi đấu với giấy phép đua xe của Phần Lan cho đến sau mùa giải đầu tiên của anh tại giải Công thức 3 châu Âu. Anh chuyển sang giấy phép đua xe của Đức vì anh cảm thấy dễ dàng đạt được các thỏa thuận tài trợ lớn hơn với quốc tịch của một quốc gia lớn hơn. Anh lớn lên ở quận Nordenstadt, Wiesbaden trong bốn tuần đầu đời trước khi sống giữa công quốc Monaco và đảo Ibiza của Tây Ban Nha. Anh được đào tạo tại Trường Quốc tế Nice và Trường Quốc tế Monaco. Anh được khuyến khích theo đuổi các dự án kinh doanh trong lĩnh vực học thuật và thể thao. Anh nói được năm thứ tiếng: Anh, Pháp, Đức, Ý và Tây Ban Nha nhưng không nói được tiếng Phần Lan hay Thụy Điển vì cha anh coi những ngôn ngữ đó quan trọng hơn đối với cuộc đời và sự nghiệp của Nico. Anh thích toán và khoa học và vượt qua tất cả các kỳ thi trừ lịch sử. Anh tốt nghiệp với điểm trung bình là 1,2 vào năm 2002.

## Sự nghiệp

### Sự nghiệp tiền Công thức 1 (1996-2006)

#### Đua xe kart (1996-2002)
Rosberg bắt đầu sự nghiệp đua xe thể thao của mình vào năm 1996 ở môn đua xe kart khi anh mới còn 6 tuổi. Anh thi đấu ở nhiều giải vô địch đua xe kart khác nhau với giấy phép đua xe của Phần Lan. Năm 2000, anh trở thành Á quân châu Âu sau Lewis Hamilton ở giải đua Formula Super A. Vào những năm 2000 và 2001, anh đã tham gia giải vô địch đua xe kart thế giới ở hạng mục Formula Super A. Năm 2001, anh tham gia ba cuộc đua của giải đua Iberia Formula BMW Cup. Năm 2002, anh chuyển hẳn sang đua xe một chỗ ngồi và thi đấu cho đội Team Rosberg, đội đua do cha anh sở hữu, trong giải Deutsche Formel BMW. Anh đã thắng chín trong số 20 cuộc đua và trở thành nhà vô địch với 264 điểm trước người đồng huơng Maximilian Götz. Ngoài ra, anh đã hoàn thành buổi lái thử Công thức 1 đầu tiên cho đội đua Williams vào năm 2002 khi mới 17 tuổi.

##### Công thức 3 (2003-2004)
Năm 2003, Rosberg chuyển sang Formula 3 Euro Series mới được thành lập. Anh tiếp tục thi đấu cho đội Team Rosberg. Đội đua đã sử dụng động cơ Opel và đồng đội của anh là tay đua người Áo Andreas Zuber. Sau khi hai lần bước lên bục trao giải, anh đã giành được chiến thắng đầu tiên trong cuộc đua đầu tiên ở Le Mans và đây cũng là chiến thắng duy nhất của anh trong năm đó. Tiếp theo đó, anh lên bục trao giải trong hai chặng đua khác. Sau khi mùa giải 2003 kết thúc, anh đứng thứ tám với 44 điểm. Ngoài ra, anh cũng đã tham gia buổi lái thử Công thức 1 một lần nữa cho Williams.
Năm 2004, anh đổi quốc tịch của giấy phép đua xe và từ đó thi đấu các cuộc đua với tư cách là người Đức. Đầu tiên, anh giành chiến thắng trong loạt các chặng đua vào mùa đông của Giải vô địch Công thức 3 Tây Ban Nha cho đội Team Rosberg. Sau đó, anh hoàn thành mùa giải Formula 3 Euro Series 2004 cũng với đội Team Rosberg của bố anh. Với tổng cộng năm lần lên bục trao giải, anh đã kết thúc mùa giải thứ 4 chung cuộc với 70 đến 0 điểm. Ngoài tham gia Công thức 3, anh đã tiếp tục tham giai các buổi lái thử Công thức 1 khác cho Williams.

##### GP2 Series (2005)
Năm 2005, Rosberg chuyển sang đội đua ART Grand Prix trong giải đua GP2 Series vừa mới đưọc thành lập. Đồng đội của anh là tay đua người Pháp Alexandre Prémat, người đã về nhì ở giải Formula 3 Euro Series năm trước. Sau hai vị trí thứ ba trong các cuộc đua chính ở Monte Carlo và Nürburgring, anh đã giành được chiến thắng đầu tiên trong cuộc đua sprint ở trường đua Magny-Cours. Trong các cuộc đua chính diễn ra tại Silverstone và Hockenheim, anh thắng nhiều lần nữa khi bắt đầu từ vị trí pole. Sau khi lên bục trao giải năm lần trong bốn chặng đua tiếp theo, anh đã trở thành tay đua đầu tiên giành chiến thắng trong cả hai cuộc đua của giải này tại as-Sakhir. Anh cuối cùng giành chức vô địch với 120 điểm.
Ngoài ra, Rosberg còn là tay đua dự bị và lái thử cho Williams tại giải đua xe Công thức 1 2005.

### Công thức 1 (2006-2016)

#### Williams (2006-2009)

##### 2006: Mùa giải đầu tiên ở Công thức 1 với Williams
Ngay tại giải đua ô tô Công thức 1 Bahrain, chặng đua đầu tiên của mùa giải, Rosberg đã ghi điểm đầu tiên trong sự nghiệp của mình với vị trí thứ 7 và đồng thời lập vòng đua nhanh nhất của cuộc đua. Anh đã trở thành người lập vòng đua nhanh nhất trẻ nhất trong lịch sử ở độ tuổi 20, 8 tháng 13 ngày. Tại giải đua ô tô Công thức 1 Malaysia một tuần sau đó, anh đạt được vị trí xuất phát tốt nhất trong mùa giải với vị trí thứ 3 trước khi động cơ bị hỏng sau bảy vòng ở cuộc đua. Anh ghi điểm một lần nữa trong mùa giải với vị trí thứ bảy tại giải đua ô tô Công thức 1 châu Âu. Trong mùa giải này, anh thường xuyên mắc lỗi lái xe do thiếu kinh nghiệm và một chiếc xe không có độ bền bỉ. Trong mùa giải đầu tiên, anh bị đồng đội người Úc Mark Webber đánh bại.
Anh về đích với 4 điểm ở vị trí thứ 17 trong bảng xếp hạng các tay đua.

##### 2007: Đánh bại đồng đội giàu kinh nghiệm hơn mình

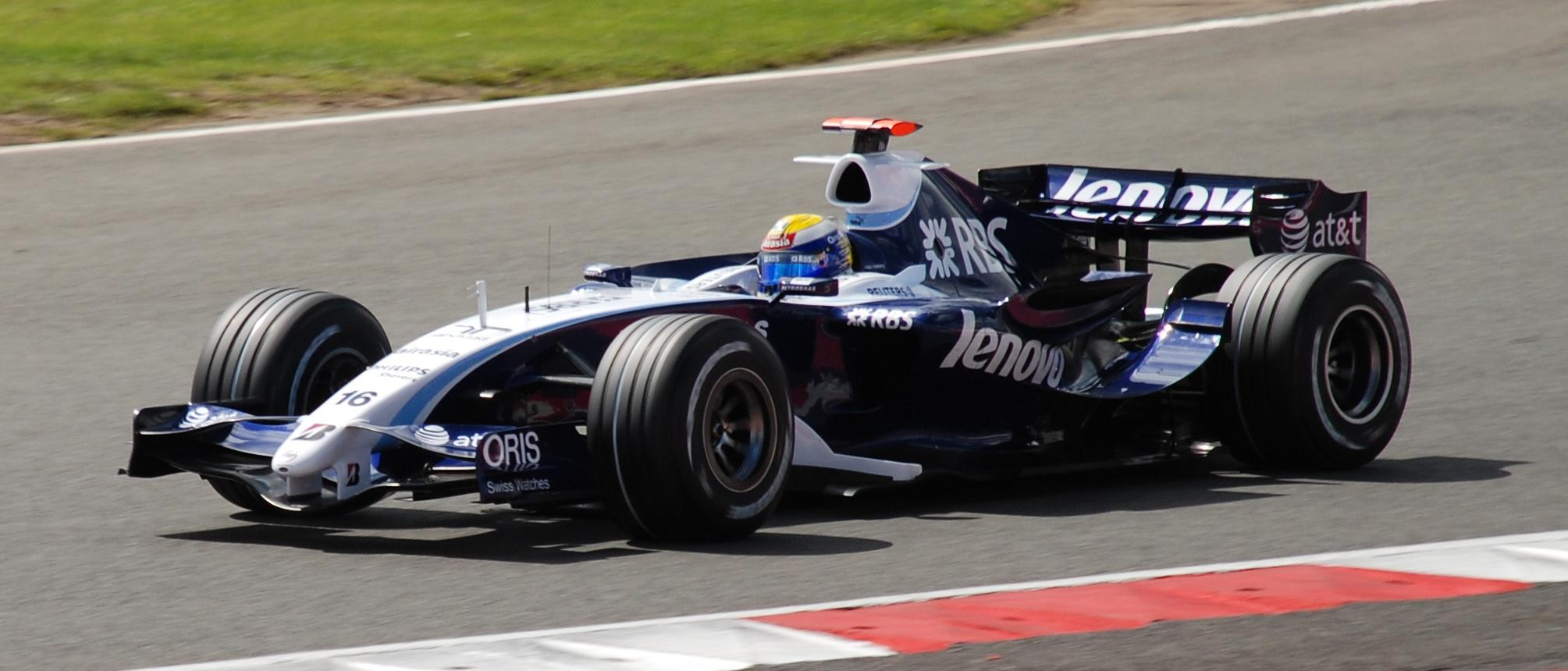
Nico Rosberg ở giải đua ô tô Công thức 1 Anh 2007

Vào năm 2007, đồng đội của Rosberg là tay đua giàu kinh nghiệm người Áo Alexander Wurz. Anh và cha mình đồng ý ngừng làm việc với nhau và anh bắt đầu làm việc với một nhà tâm lý học thể thao.
Kết quả của anh đã cải thiện đáng kể từ năm 2006 do Williams tự tái cấu trúc và sử dụng nhiều nhân viên có kinh nghiệm và năng lực hơn và họ đã giúp chiếc xe FW29 của đội trở nên bền bỉ và hiệu quả hơn. Anh đã tự tin hơn trong việc thiết lập chiếc xe theo ý thích của mình, tăng thêm tốc độ và cân bằng một cách nhất quán. Anh đã bắt đầu kiểm soát được cảm xúc của mình trong lúc đua, thường xuyên đánh bại Wurz và giành điểm bảy lần với kết quả tốt nhất mùa là vị trí thứ 4 tại giải đua ô tô Công thức 1 Brasil cuối mùa. Anh ghi được 20 điểm và đứng ở vị trí thứ chín trong BXH các tay đua. Kết quả và thành tích của anh trong suốt mùa giải này đã nâng cao danh tiếng của anh và anh đã được để ý bởi một số đội trong năm 2008.
McLaren đã đề nghị ông Frank Williams ký hợp đồng với anh để thay thế nhà vô địch Công thức 1 hai lần người Tây Ban Nha sắp giã từ Fernando Alonso nhưng Williams đã ngay lập tức từ chối lời đề nghị đó. Hợp đồng của anh được gia hạn đến cuối năm 2009 trên cơ sở Williams đã về đích thứ nhất trong bảng xếp hạng các đội đua. Sau đó, anh nói với Williams về việc mong muốn ở lại với điều kiện anh sẽ đua với một chiếc xe cạnh tranh.

##### 2008: Lên bục trao giải lần đầu tiên trong sự nghiệp

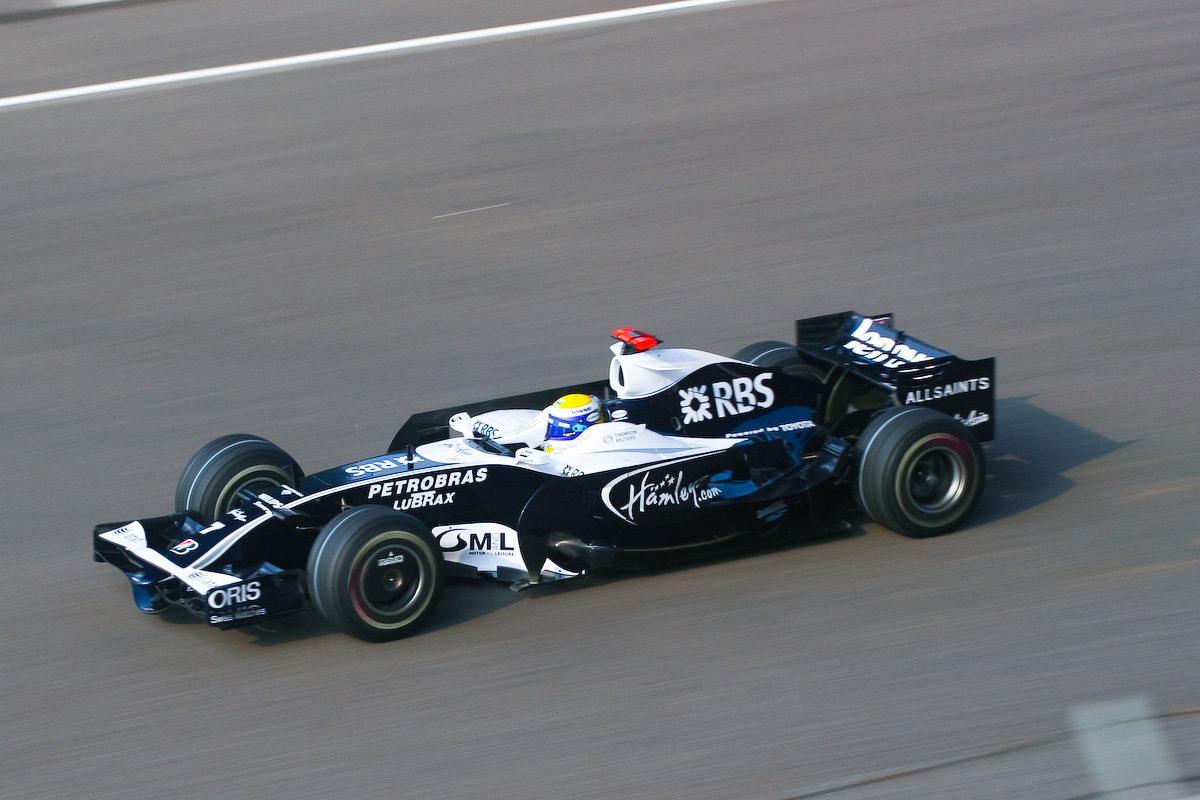
Nico Rosberg ở giải đua ô tô Công thức 1 Trung Quốc 2008

Mùa giải 2008 là mùa giải đầu tiên mà Rosberg là tay đua giàu kinh nghiệm hơn trong đội của anh. Đồng đội của anh là tay đua lái thử người Nhật Bản Kazuki Nakajima. Anh bắt đầu mùa giải với vị trí thứ 3 tại giải đua ô tô Công thức 1 Úc. Cũng tại chặng đua đó, anh lần đầu tiên lên bục trao giải trong sự nghiệp. Sau đó, kết quả mạnh mẽ của anh bị đình trệ vì chiếc xe FW30 thiếu hiệu suất và Williams không phát triển chiếc xe đủ nhanh để nó có thể cạnh tranh được. Thỉnh thoảng, anh đôi khi bị Nakajima đánh bại và các pha lỗi của anh khiến anh mất cơ hội ghi nhiều điểm hơn. Anh vượt kết quả tốt nhất trong sự nghiệp của mình với vị trí thứ hai tại giải đua ô tô Công thức 1 Singapore sau đó và đứng thứ 13 trong BXH các tay đua với 17 điểm.

##### 2009: Mùa giải cuối cùng với Williams

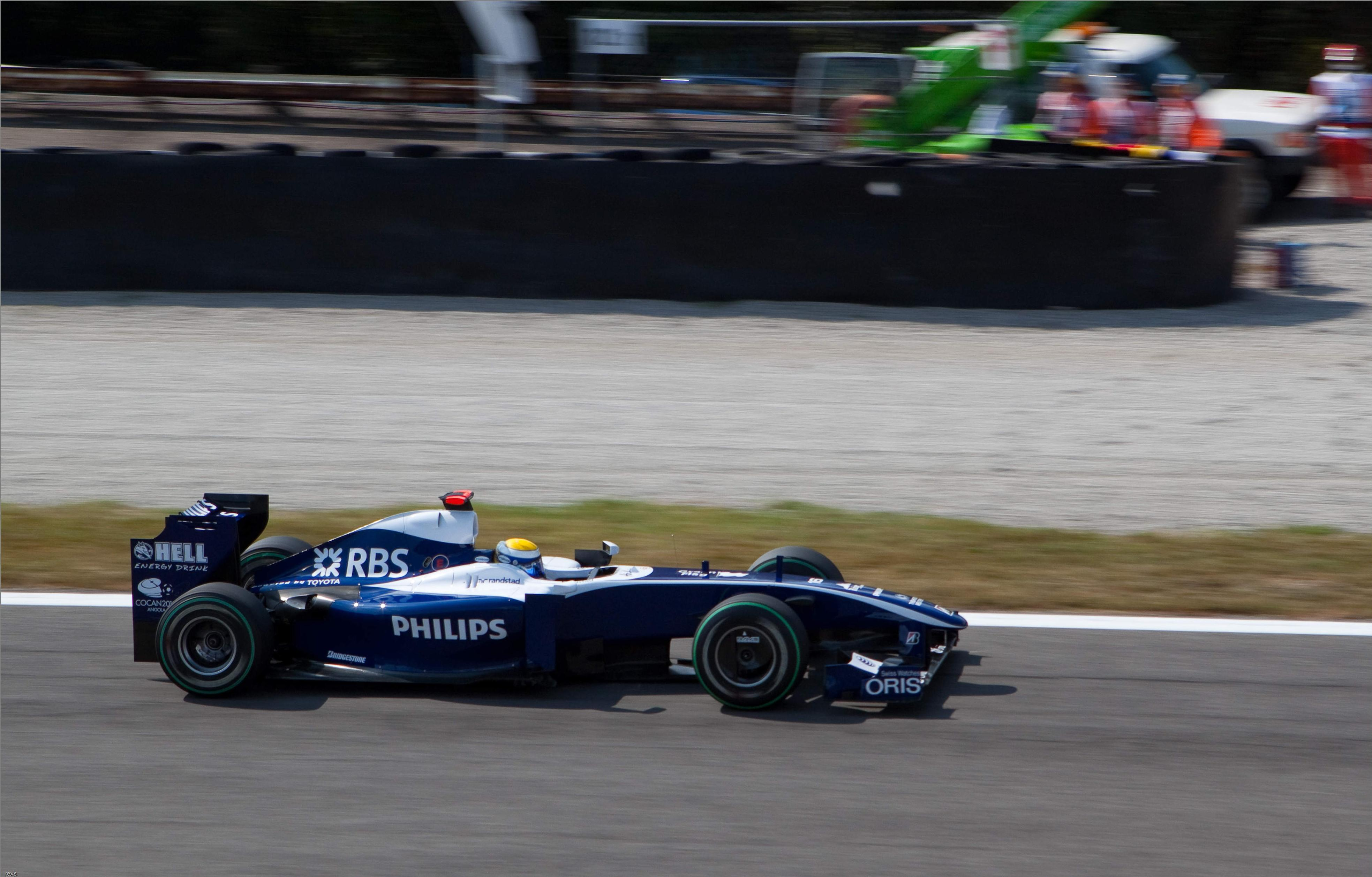
Nico Rosberg ở giải đua ô tô Công thức 1 Ý 2009

Rosberg lại tiếp tục đua cùng Nakajima trong mùa giải 2009. Anh giảm 5% cân để bù đắp cho việc đưa vào sử dụng hệ thống phục hồi năng lượng (KERS) làm tăng giới hạn trọng lượng tối thiểu của ô tô lên 605 kg (1.334 lb). Anh đã có một mùa giải tốt hơn nhiều so với trước đây: Chiếc xe FW31 là một trong ba chiếc xe có lợi thế về tốc độ vì nó có hệ thống khuếch tán kép (double diffuser system), tuy nhiên, đội đã không thể duy trì tốc độ phát triển của chiếc xe. Anh hoàn thành 16 trong số 17 chặng đua ngoại trừ giải đua ô tô Công thức 1 Brasil. Anh thường xuyên về đích ở vị trí tính điểm và kết quả tốt nhất của anh trong mùa giải này là vị trí thứ 4 tại giải đua ô tô Công thức 1 Đức và giải đua ô tô Công thức 1 Hungary. Anh ghi được 34,5 điểm và đứng ở vị trí thứ 7 trong bảng xếp hạng các tay đua.

#### Mercedes (2010-2016)

##### 2010: Mùa giải đầu tiên cho Mercedes

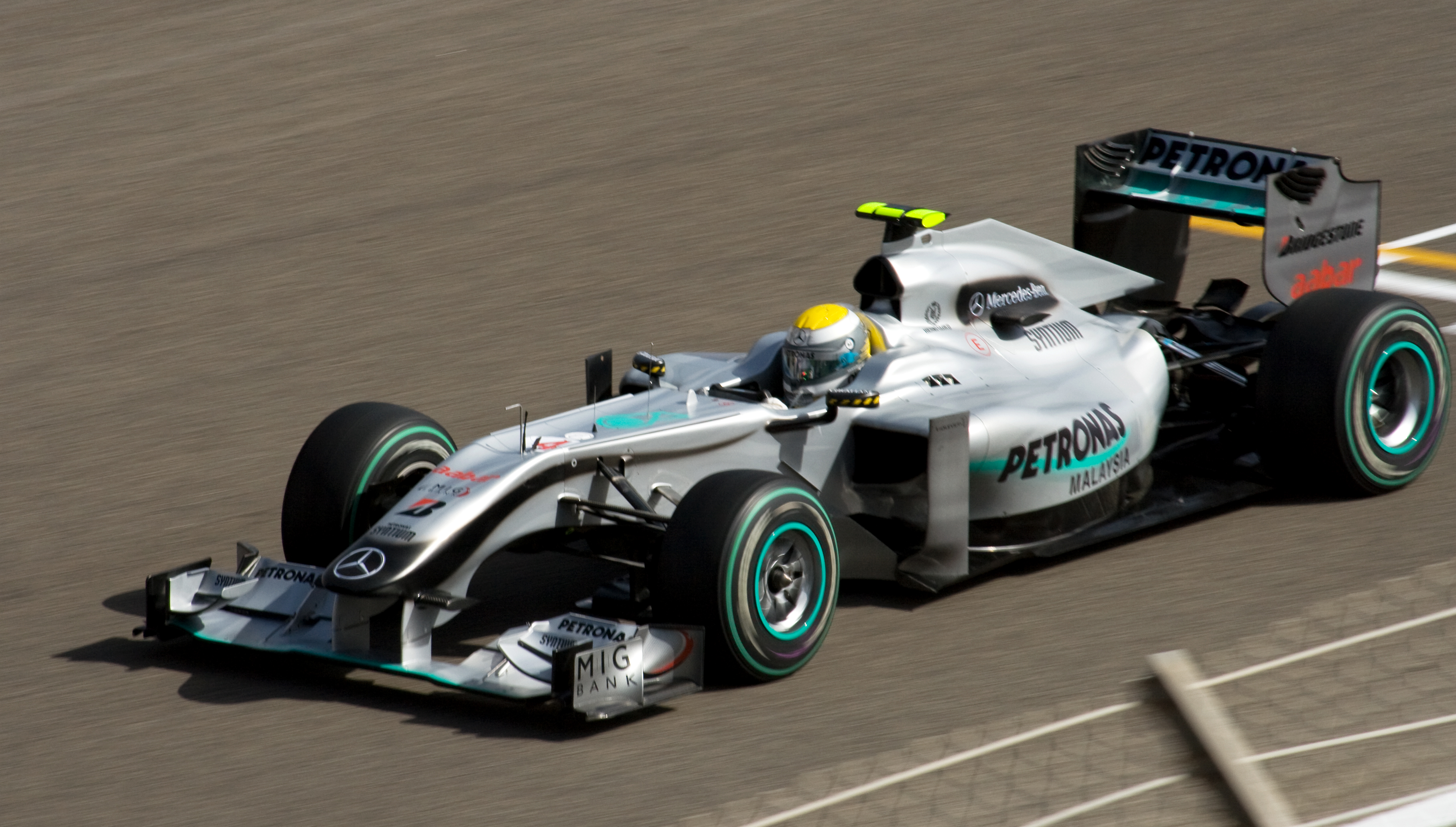
Nico Rosberg ở giải đua ô tô Công thức 1 Bahrain 2010

Năm 2010, Rosberg chuyển sang đội đua Mercedes. Đội đã nối tiếp từ đội vô địch Brawn GP vào mùa giải năm trước và Mercedes xuất hiện với tư cách là đội đua lần đầu tiên kể từ năm 1955. Đồng đội của anh là nhà vô địch Công thức 1 bảy lần và người đồng huơng Michael Schumacher. Tại các chặng đua ở Malaysia, Trung Quốc và Anh, anh đều đứng thứ ba trên bục trao giải. Đó chính là những lần về đích duy nhất trên bục trao giải của Mercedes trong mùa giải này. Tại giải đua ô tô Công thức 1 Hungary, anh gặp một sự cố tại làn pit do đội của anh không thực hiện cú đổi lốp chính xác và do vậy anh đã bị mất một lốp sau bên phải. Lốp xe đó nảy qua làn pit khiến một thợ của đội Williams bị thương. Anh đã phải bỏ cuộc ngay sau đó vì sự cố và đó là lần đầu tiên anh không hoàn thành một chặng đua trong mùa giải. Anh đã không thể về đích trong top 10 chỉ trong 4 cuộc đua và 3 trong số đó anh phải bỏ cuộc. Vào cuối mùa giải, anh đứng thứ 7 trong bảng xếp hạng các tay đua với 142 điểm.

##### 2011: Nối tiếp thành tích mạnh mẽ của mình

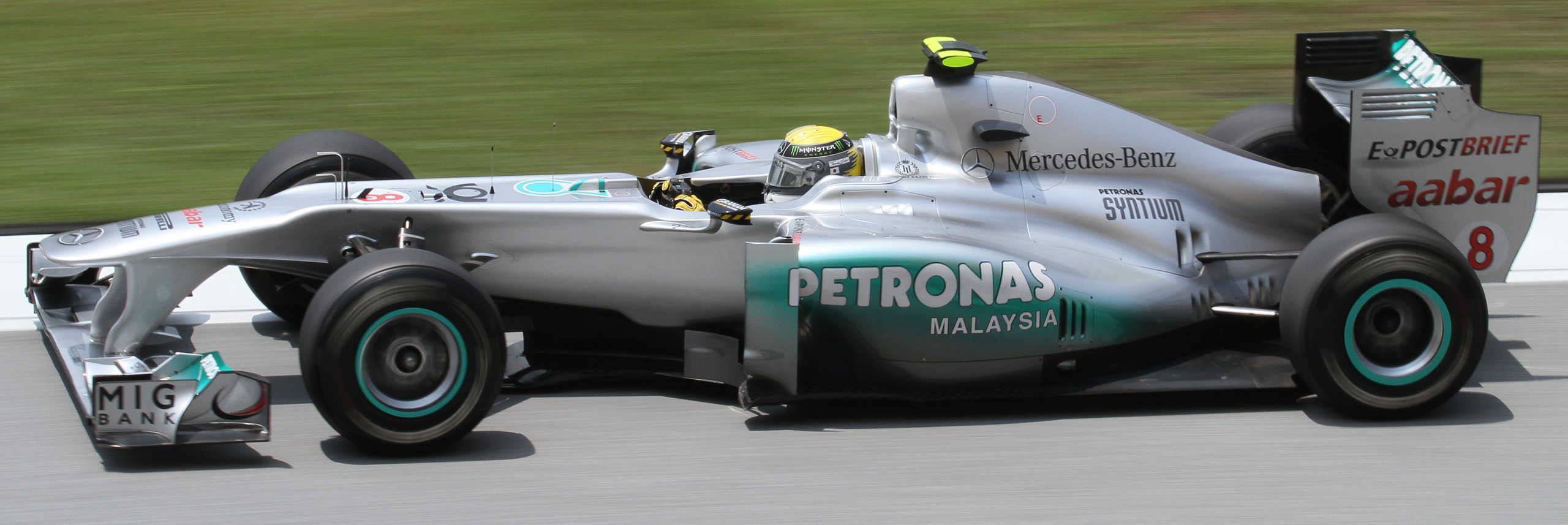
Nico Rosberg ở buổi tập thứ hai của giải đua ô tô Công thức 1 Malaysia 2011

Vào mùa giải đua xe Công thức 1 năm 2011, Rosberg một lần nữa đua với Schumacher. Sau khi không ghi được điểm nào trong hai chặng đua đầu tiên và lần đầu tiên không về đích trong chặng đua đầu tiên của mùa giải, anh dẫn đầu chặng đua ở Trung Quốc vài vòng và về đích ở vị trí thứ 5. Trong khi anh chỉ về đích trong các vị trí top 10 ba trong bảy chặng đua đầu tiên, anh chỉ không về đích trong top 10 một lần trong mười hai chặng đua còn lại. Tại giải đua ô tô Công thức 1 Hungary, anh tham gia cuộc đua Công thức 1 lần thứ 100 trong sự nghiệp. Trong mùa giải này, anh lại hơn Schumacher với 89 so với 76 điểm mặc dù Schumacher đạt kết quả tốt nhất cho Mercedes với vị trí thứ tư. Anh đã kết thúc mùa giải này ở vị trí thứ 7 trong năm thứ ba liên tiếp.

##### 2012: Giành chiến thắng đầu tiên trong sự nghiệp Công thức 1

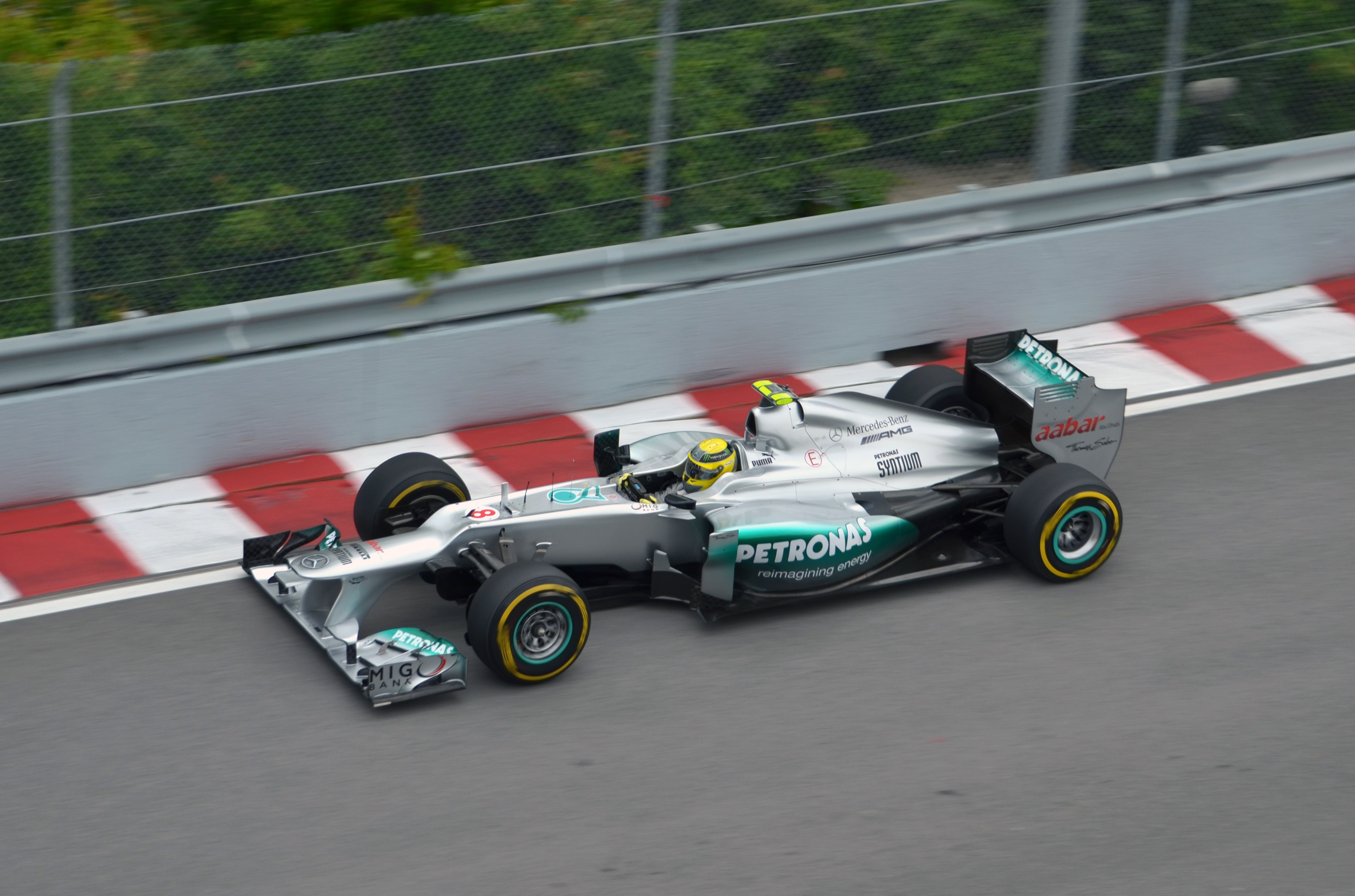
Nico Rosberg ở buổi tập thứ nhất của giải đua ô tô Công thức 1 Canada 2012

Năm 2012, Rosberg thi đấu mùa giải thứ ba cùng với Schumacher tại Mercedes. Tại chặng đua đầu tiên ở Úc, anh đã bỏ lỡ cơ hội lấy điểm sau một pha va chạm dẫn đến bị thủng lốp ở vòng cuối cùng và rốt cuộc về đích ở vị trí thứ mười hai. Sau vòng phân hạng của giải đua ô tô Công thức 1 Trung Quốc, anh giành được vị trí pole đầu tiên của mình ở Công thức 1 và anh là tay đua thứ 96 giành được vị trí pole trong Công thức 1. Một ngày sau đó, anh đã giành được chiến thắng đầu tiên trong sự nghiệp Công thức 1 và cũng là người chiến thắng thứ 103 trong Công thức 1. Tại giải đua ô tô Công thức 1 Monaco, anh đạt được kết quả tốt khác khi về đích ở vị trí thứ hai. Trên bảng xếp hạng chung cuộc, anh chiếm ưu thế tương đối tốt so với Schumacher với 93 điểm và đứng thứ 9 chung cuộc.

##### 2013: Mùa giải đầu tiên với Lewis Hamilton
Trước mùa giải 2013, Lewis Hamilton, nhà vô địch Công thức 1 năm 2008, đã thay thế Michael Schumacher sau khi ông này quyết định nghỉ hưu. Anh được Mercedes đối xử bình đẳng như Hamilton. Trước khi mùa giải bắt đầu, anh đến thăm nhà máy Mercedes ở Brackley và thể hiện sự say mê với sự phát triển công nghệ của chiếc xe đua W04 và hỗ trợ nhóm phát triển xe.

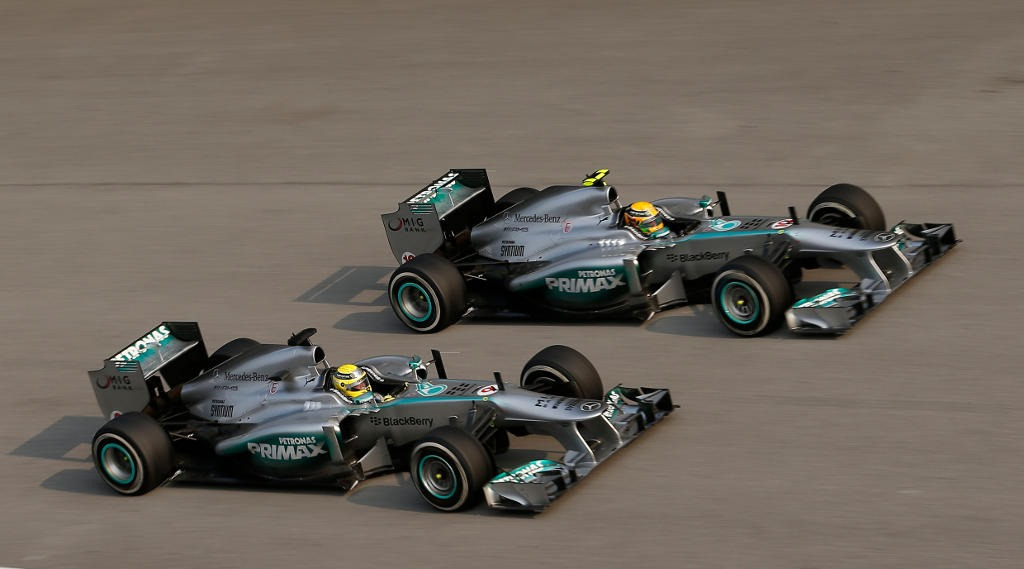
Nico Rosberg và đồng đội Lewis Hamilton đọ sức với nhau ở giải đua ô tô Công thức 1 Malaysia 2013

Anh thách đấu đồng đội Hamilton của mình trong suốt mùa giải. Anh đánh bại đồng đội của mình ở các vòng phân hạng hơn tám lần và về đích nhiều hơn. Tại giải đua ô tô Công thức 1 Malaysia, chặng đua thứ hai của mùa giải, một cuộc tranh cãi nhỏ xảy ra khi Mercedes yêu cầu anh ở lại phía sau đồng đội Hamilton. Anh đã tỏ ra không hài lòng với quyết định này và dẫn đầu mọi vòng đua từ vị trí pole để giành chiến thắng ở giải đua ô tô Công thức 1 Monaco và trở thành con trai đầu tiên của một nhà vô địch Công thức 1 giành chiến thắng chặng đua này. Sau đó, anh giành được chiến thắng thứ ba trong sự nghiệp ở giải đua ô tô Công thức 1 Anh sau khi chiếc xe của tay đua đội Red Bull Racing và người đồng huơng Sebastian Vettel bị hỏng. Sau đó, anh lấy thêm điểm ở chín trong số mười chặng đua cuối cùng của mùa giải và liên tiếp lên bục trao giải, về nhì tại giải đua ô tô Công thức 1 Ấn Độ và về thứ ba tại giải đua ô tô Công thức 1 Abu Dhabi. Anh đứng thứ sáu trong bảng xếp hạng các tay đua với 171 điểm với ba vị trí pole. Màn trình diễn của anh trong mùa giải này khiến anh được tôn trọng hơn trong cộng đồng Công thức 1.

##### 2014: Tham gia giành chức vô địch lần đầu tiên trong sự nghiệp

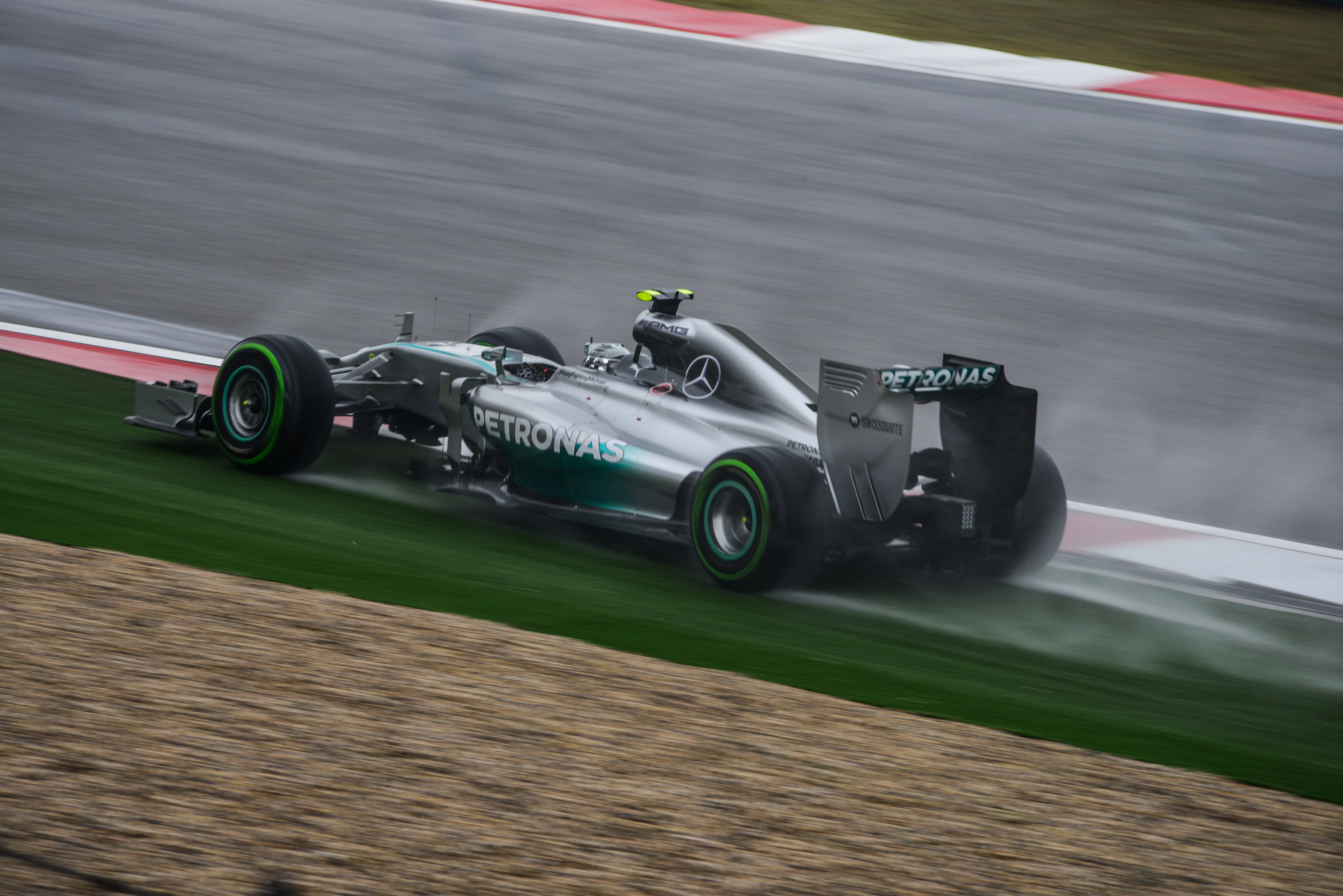
Nico Rosberg ở vòng phân hạng của giải đua ô tô Công thức 1 Trung Quốc 2014

Rosberg tiếp tục đua cho Mercedes vào năm 2014 với Lewis Hamilton. Anh được coi là ứng cử viên tham gia giành chức vô địch vì đội Mercedes đã phát triển chiếc xe đua W05 Hybrid và thích ứng với các quy định kỹ thuật bắt buộc sử dụng động cơ turbo-hybrid trong buổi thử nghiệm trước mùa giải tại trường đua Bahrain International và trường đua Barcelona-Catalunya.
Anh giành chiến thắng ở giải đua ô tô Công thức 1 Úc, chặng đua mở màn của mùa giải, để dẫn đầu bảng xếp hạng và về nhì trong bốn chặng đua tiếp theo nhưng bốn chiến thắng liên tiếp của Hamilton đã khiến anh tuột mất chức vô địch. Sau đó, anh đã giành chiến thắng ở giải đua ô tô Công thức 1 Monaco để giành lại vị trí dẫn đầu sau khi vượt qua vòng phân hạng ở vị trí pole. Nhờ những chiến thắng ở Áo, Đức và sau đó là cuộc chạm trán với Hamilton ở Bỉ khiến anh có vẻ giành chức vô địch cho đến khi một vụ chập điện trên xe đua của anh ở Singapore khiến anh không lấy được điểm nào. Anh bốn lần liên tiếp lên bục trao giải và giành chiến thắng ở giải đua ô tô Công thức 1 Brazil để đảm bảo chức vô địch được quyết định tại giải đua ô tô Công thức 1 Abu Dhabi kết thúc mùa giải. Để giành được danh hiệu, anh cần phải giành chiến thắng trong cuộc đua đó và Hamilton phải về đích ở vị trí thứ ba hoặc thấp hơn. Tuy nhiên, Hamilton đã dẫn trước anh và dẫn đầu cuộc đua khi lỗi hệ thống phục hồi năng lượng khiến anh không ghi được điểm nào. Kết cục, anh đứng ở vị trí thứ hai trong bảng xếp hạng các tay đua với 317 điểm.

##### 2015: Tiếp tục đọ sức với đồng đội Lewis Hamilton để giành chức vô địch
Sau khi ký hợp đồng trị giá 55 triệu euro với Mercedes sẽ hết hạn vào cuối năm 2016, Rosberg tiếp tục đua cho đội vào năm 2015. Trong buổi thử nghiệm, anh gặp tình trạng thiếu hụt cơ thể khiến anh phải nín thở trước lực g ở các vòng cua tốc độ cao vì anh không muốn hạn chế lượng oxy cung cấp cho não và cơ bắp của mình. Sau bốn lần lên bục trao giải trong bốn chặng đua đầu tiên của mùa giải này, anh đã thắng ở Tây Ban Nha, Monaco và Áo nhưng thành tích tổng thể của anh đi xuống do tập trung nhiều vào cuộc đua hơn là vòng phân hạng và do vậy Vettel có thể đe dọa vị trí thứ hai ở bảng xếp hạng của anh. Sau khi bỏ cuộc ở Ý và Nga và hai lỗi trong suốt cuộc đua ẩm ướt tại giải đua ô tô Công thức 1 Hoa Kỳ, anh đã không thể giành chức vô địch nữa nhưng chiến thắng tại ba chặng đua cuối cùng của mùa giải ở Mexico, Brasil và Abu Dhabi và sáu vị trí pole liên tiếp giúp anh đứng thứ nhì với số điểm tổng thể là 322 điểm.

##### 2016: Giành chức vô địch duy nhất trong sự nghiệp và giải nghệ
Năm 2016, Rosberg và Hamilton ở lại với Mercedes. Anh bắt đầu mùa giải sau khi giành chiến thắng tại chặng đua mở màn của mùa giải, giải đua ô tô Công thức 1 Úc. Sau đó, anh tiếp tục chiến thắng tại các chặng đua tiếp theo liên tiếp ở Bahrain, Trung Quốc và Nga. Trong chặng đua thứ năm của mùa giải, giải đua ô tô Công thức 1 Tây Ban Nha, Anh đã bỏ cuộc ở vòng đầu tiên sau khi va chạm với đồng đội Hamilton khi anh đang dẫn đầu. Sau khi về đích ở vị trí thứ bảy ở Monaco và vị trí thứ năm ở Canada, anh giành chiến thắng tại giải đua ô tô Công thức 1 Châu Âu. Tại chặng đua tiếp theo ở Áo, anh va chạm với đồng đội Hamilton khi đang dẫn đầu ở vòng đua cuối và về thứ tư. Một tuần sau đó, anh về thứ ba tại giải đua ô tô Công thức 1 Anh. Anh ban đầu về đích ở vị trí thứ hai nhưng bị tụt lại một vị trí do nhận án phạt thời gian vì hướng dẫn lái xe trái phép.

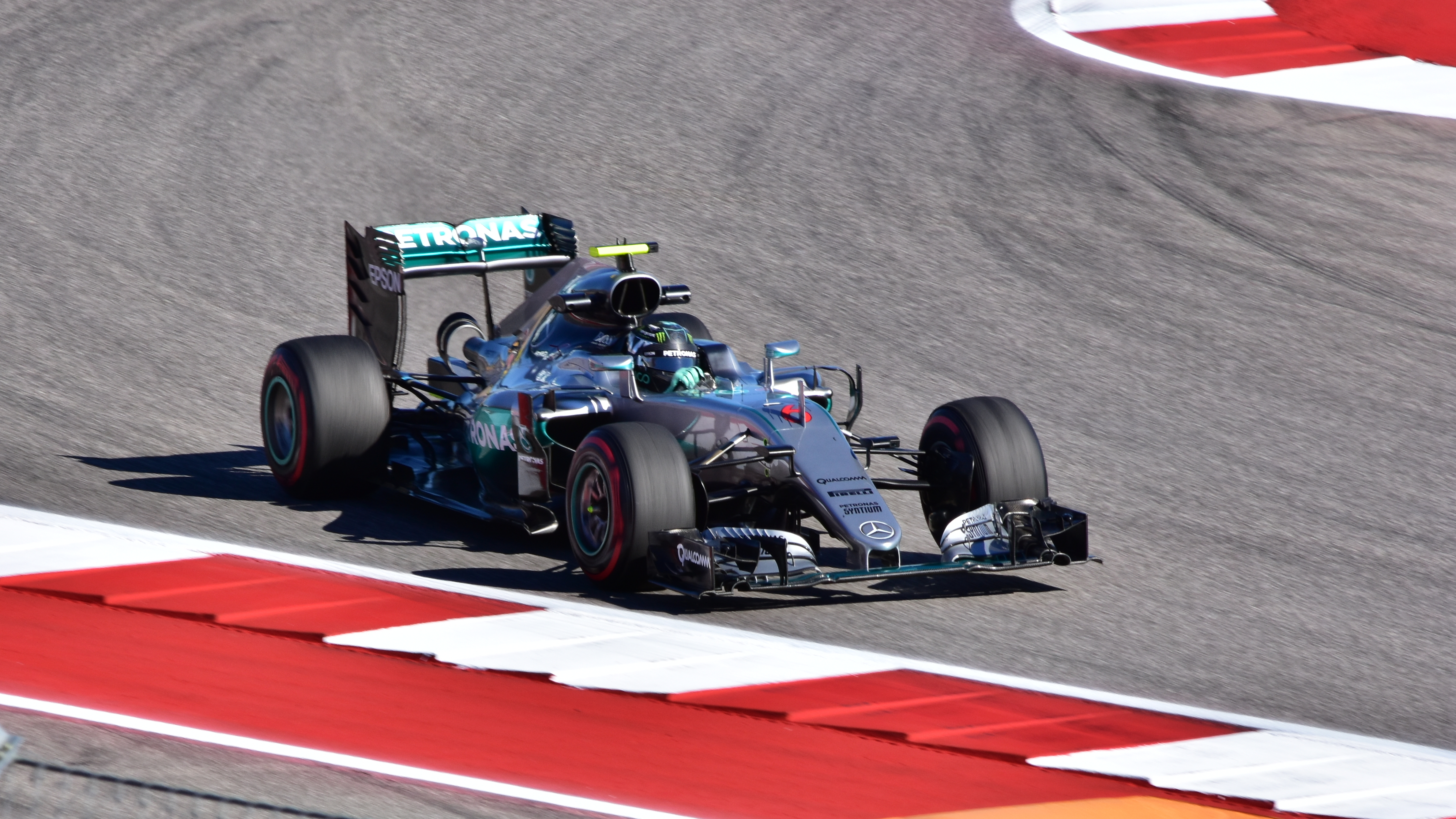
Nico Rosberg tại giải đua ô tô Công thức 1 Hoa Kỳ 2016

Trước thềm giải đua ô tô Công thức 1 Hungary, anh và Mercedes đã gia hạn hợp đồng của anh cho đến hết giải đua xe Công thức 1 năm 2018 và Gerhard Berger dẫn đầu các cuộc đàm phán cho anh. Cũng ngay tại giải đua ô tô Công thức 1 Hungary, anh để mất ngôi vô địch vào tay người đồng đội sau khi về đích vị trí thứ hai. Sau đó, anh về thứ tư ở Đức trong khi Hamilton thắng cuộc đua đó. Sau kỳ nghỉ hè, anh giành chiến thắng ở giải đua ô tô Công thức 1 Bỉ và tiếp tục chiến thắng từ đầu đến cuối tại các chặng đua ở Ý và Singapore và điều này đã khiến anh dẫn đầu trở lại trong bảng xếp hạng. Trong chặng đua tiếp theo ở Malaysia, xe của anh bị xoay ở đầu cuộc đua do va chạm với Vettel và khiến anh tụt xuống các vị trí cuối cùng. Trong cuộc đua, anh tiến lên vị trí thứ ba và vì đồng đội Hamilton đã phải bỏ cuộc vì động cơ hỏng, anh tiếp tục nới rộng khoảng cách điểm và tiếp tục dẫn đầu trong bảng xếp hạng. Tại giải đua ô tô Công thức 1 Nhật Bản trong một tuần sau đó, anh giành chiến thắng. Trong các cuộc đua tiếp theo ở Mỹ, Mexico và Brazil, anh về nhì sau Hamilton.
Anh tham gia chặng đua cuối cùng của mùa giải, giải đua ô tô Công thức 1 Abu Dhabi, với tư cách là người dẫn đầu trong bảng xếp hạng các tay đua. Anh đã có thể giành chức vô địch lần đầu tiên mặc dù đồng đội Hamilton giành chiến thắng. Sau khi mùa giải kết thúc, anh hơn đồng đội Hamilton 5 điểm. Ngoài chức vô địch của anh, đội Mercedes của anh một lần nữa giành chức vô địch vào năm đó. Anh trở thành tay đua Công thức 1 mang quốc tịch Đức thứ tư sau Michael Schumacher, Sebastian Vettel và Jochen Rindt trở thành nhà vô địch Công thức 1. Vào ngày 2 tháng 12 năm 2016, anh tuyên bố giải nghệ với tư cách là tay đua Công thức 1 tại buổi họp báo của FIA nhân dịp giành được danh hiệu.

## Thời gian hậu Công thức 1 (2016-nay)
Sau khi giải nghệ, tình yêu với kỹ thuật và sự đổi mới của Rosberg đã giúp anh trở thành một doanh nhân sinh thái khi đầu tư vào những thay đổi tích cực đối với môi trường và xã hội. Anh tận dụng địa vị nổi tiếng của mình để thúc đẩy ngành công nghiệp này bắt đầu bằng chuyến thăm tìm tiểu thực tế tới thung lũng Silicon để thử nghiệm và quan sát quá trình chế tạo xe điện và xe tự lái. Vào tháng 7 năm 2017, anh đến thăm trụ sở của giải đua xe FIA Formula E chạy hoàn toàn bằng điện và trở nên say mê với phong trào xe điện. Anh trở thành nhà đầu tư dài hạn và cổ đông của giải đua đó vào đầu năm 2018.
Vào tháng 10 năm 2017, Rosberg tham gia Team Rosberg với tư cách là cố vấn cho đội vô địch xe thể thao của giải đua ADAC GT Masters vào năm 2018. Anh cũng gia nhập đội quản lý của tay đua Robert Kubica vào tháng 9 năm đó và hỗ trợ Kubica trở lại Công thức 1 sau một tai nạn nghiêm trọng trong một cuộc đua vào năm 2011. Anh đã giảm bớt sự tham gia của mình với Kubica vào tháng 4 năm 2018 để tập trung vào sự nghiệp kinh doanh của mình. Kể từ mùa giải 2018, anh phân tích các chặng đua Công thức 1 chọn lọc cho Sky Sports F1 ở Vương quốc Anh, RTL ở Đức và Sky Italia ở Ý.
Ngoài ra, anh thay thế Frank Thelen làm nhà đầu tư cho chương trình truyền hình Die Höhle der Löwen ('Hang sư tử') của Đức vào cuối năm 2019.
Anh sở hữu một kênh vlog trên YouTube và tổ chức kênh podcast "Beyond Victory", trong đó anh thảo luận về hiệu suất và sự phát triển của con người với những vị khách của mình.
Vào tháng 10 năm 2020, anh thành lập đội "Rosberg Xtreme Racing" (RXR) của riêng mình để tham gia giải đua xe Extreme E từ năm 2021 trở đi. Với chiếc SUV chạy hoàn toàn bằng điện ODYSSEY 21, năm cuộc đua sẽ được tổ chức tại các địa điểm xa xôi trên bốn lục địa để thu hút sự chú ý về sự nguy hiểm của cuộc khủng hoảng khí hậu do con người tạo ra. Vào tháng 4 năm 2021, đội của Rosberg, Rosberg X Racing, đã giành chiến thắng trong cuộc đua mở màn của loạt giải đua xe địa hình Extreme E ở Ả Rập Xê Út. Ngoài hai chiến thắng tại Senegal và Sicily, Rosberg giành được chức vô địch vào năm 2021 với tư cách là ông chủ đội cùng cặp tay đua Johan Kristoffersson và Molly Taylor.

## Đời tư
Rosberg kết hôn với nhà thiết kế nội thất Vivian Sibold tại một buổi lễ dân sự ở Monaco vào ngày 11 tháng 7 năm 2014. Họ có hai cô con gái, Alaïa (sinh năm 2015) và Naila (sinh năm 2017) và điều hành một cửa hàng kem ở Ibiza. Ngoài ra, anh là một người hâm mộ câu lạc bộ bóng đá Đức FC Bayern München và từng chơi cho đội tuyển quần vợt quốc gia Monaco. Anh nói được tiếng Anh, tiếng Pháp, tiếng Đức, tiếng Ý và tiếng Tây Ban Nha nhưng không nói được tiếng Phần Lan mặc dù bố của anh đến từ Phần Lan.

## Thống kê thành tích
| Mùa giải | Giải đua                      | Đội đua                       | Số chặng đua đã tham gia | Số lần giành chiến thắng | Số lần giành vị trí pole | Vòng đua nhanh nhất | Số lần lên bục trao giải | Tổng điểm     | Vị trí trên BXH |
| -------- | ----------------------------- | ----------------------------- | ------------------------ | ------------------------ | ------------------------ | ------------------- | ------------------------ | ------------- | --------------- |
| 2001     | Formula BMW Junior Cup Iberia |                               | 3                        | 0                        | 0                        | 0                   | 0                        | 38            | 18              |
| 2002     | Formula BMW ADAC              | VIVA Racing                   | 20                       | 9                        | 5                        | 1                   | 13                       | 264           | 1               |
| 2003     | Formula 3 Euro Series         | Team Rosberg                  | 20                       | 1                        | 1                        | 2                   | 5                        | 45            | 8               |
| 2003     | Masters of Formula 3          | Team Rosberg                  | 1                        | 0                        | 0                        | 0                   | 0                        |               | KXH             |
| 2003     | Macau Grand Prix              | Carlin Motorsport             | 1                        | 0                        | 0                        | 0                   | 0                        |               | KXH             |
| 2003     | Korea Super Prix              | Carlin Motorsport             | 1                        | 0                        | 0                        | 0                   | 0                        |               | 11              |
| 2004     | Formula 3 Euro Series         | Team Rosberg                  | 19                       | 3                        | 2                        | 2                   | 5                        | 70            | 4               |
| 2004     | Macau Grand Prix              | Team Rosberg                  | 1                        | 0                        | 0                        | 0                   | 0                        |               | KXH             |
| 2004     | Masters of Formula 3          | Team Rosberg                  | 1                        | 0                        | 0                        | 0                   | 0                        |               | 6               |
| 2004     | Bahrain Superprix             | Team Rosberg                  | 1                        | 0                        | 0                        | 0                   | 1                        |               | 2               |
| 2005     | GP2 Series                    | ART Grand Prix                | 23                       | 5                        | 5                        | 5                   | 12                       | 120           | 1               |
| 2005     | Công thức 1                   | BMW Williams F1 Team          | Tay đua dự bị            | Tay đua dự bị            | Tay đua dự bị            | Tay đua dự bị       | Tay đua dự bị            | Tay đua dự bị | Tay đua dự bị   |
| 2006     | Công thức 1                   | Williams F1 Team              | 18                       | 0                        | 0                        | 1                   | 0                        | 4             | 17              |
| 2007     | Công thức 1                   | AT&T Williams                 | 17                       | 0                        | 0                        | 0                   | 0                        | 20            | 9               |
| 2008     | Công thức 1                   | AT&T Williams                 | 18                       | 0                        | 0                        | 0                   | 2                        | 17            | 13              |
| 2009     | Công thức 1                   | AT&T Williams                 | 17                       | 0                        | 0                        | 1                   | 0                        | 34,5          | 7               |
| 2010     | Công thức 1                   | Mercedes GP Petronas F1 Team  | 19                       | 0                        | 0                        | 0                   | 3                        | 142           | 7               |
| 2011     | Công thức 1                   | Mercedes GP Petronas F1 Team  | 19                       | 0                        | 0                        | 0                   | 0                        | 89            | 7               |
| 2012     | Công thức 1                   | Mercedes AMG Petronas F1 Team | 20                       | 1                        | 1                        | 2                   | 2                        | 93            | 9               |
| 2013     | Công thức 1                   | Mercedes AMG Petronas F1 Team | 19                       | 2                        | 3                        | 0                   | 4                        | 171           | 6               |
| 2014     | Công thức 1                   | Mercedes AMG Petronas F1 Team | 19                       | 5                        | 11                       | 5                   | 15                       | 317           | 2               |
| 2015     | Công thức 1                   | Mercedes AMG Petronas F1 Team | 19                       | 6                        | 7                        | 5                   | 15                       | 322           | 2               |
| 2016     | Công thức 1                   | Mercedes AMG Petronas F1 Team | 21                       | 9                        | 8                        | 6                   | 16                       | 385           | 1               |

Chú thích:
- * Mùa giải đang diễn ra.